# Іхамієленсаарі
Іхамієленса́рі (рос. Ихамиеленсари, фін. Ihamielensaaret) — невеликий острів у Ладозькому озері. Належать до групи Західних Ладозьких шхер. Територіально належить до Лахденпохського району Карелії, Росія.
Видовжений із заходу на схід. Розташований на схід від півострова Калксало та острова Котатсарі.